# Valdemoro
Valdemoro es un municipio y una localidad española del sur de la Comunidad de Madrid. Se encuentra ubicado en la comarca castellana de La Sagra, aunque generalmente es también incluido en el área metropolitana de Madrid. En las últimas décadas ha sufrido un fuerte crecimiento demográfico. Actualmente, cuenta con una población de 83 507 habitantes (INE 2024). La cercanía a la capital ha propiciado el desarrollo demográfico y económico de la localidad. El incremento poblacional ha obligado a construir nuevas infraestructuras de transporte, así como educativas, sanitarias y de ocio. A finales del siglo XIV se le concedió en título de villa. La historia reciente del municipio se encuentra ligada a la Guardia Civil, ya que Valdemoro alberga el Colegio de Guardias Jóvenes «Duque de Ahumada», centro de formación de los futuros miembros del cuerpo.

## Toponimia
La etimología popular nos cuenta (siempre según la leyenda) que la resistencia que opusieron los antiguos habitantes a la invasión musulmana dio origen al dicho En balde, moro, te cansas, del que tomaría su nombre esta localidad. Sin embargo, si hemos de atenernos a la historia, y teniendo en cuenta el poco tiempo que necesitaron los ejércitos musulmanes para apoderarse de prácticamente toda la península ibérica, es lógico pensar que Valdemoro proceda de Val (valle) de Moro, nombre que le sería dado tras la reconquista cristiana. También se ha propuesto un nombre original árabe, Wadi al-murr ('río amargo'), que después se confundiría, por homofonía, con: Val de moro.

## Geografía

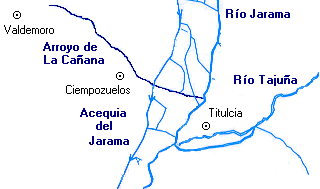
Arroyo de La Cañada

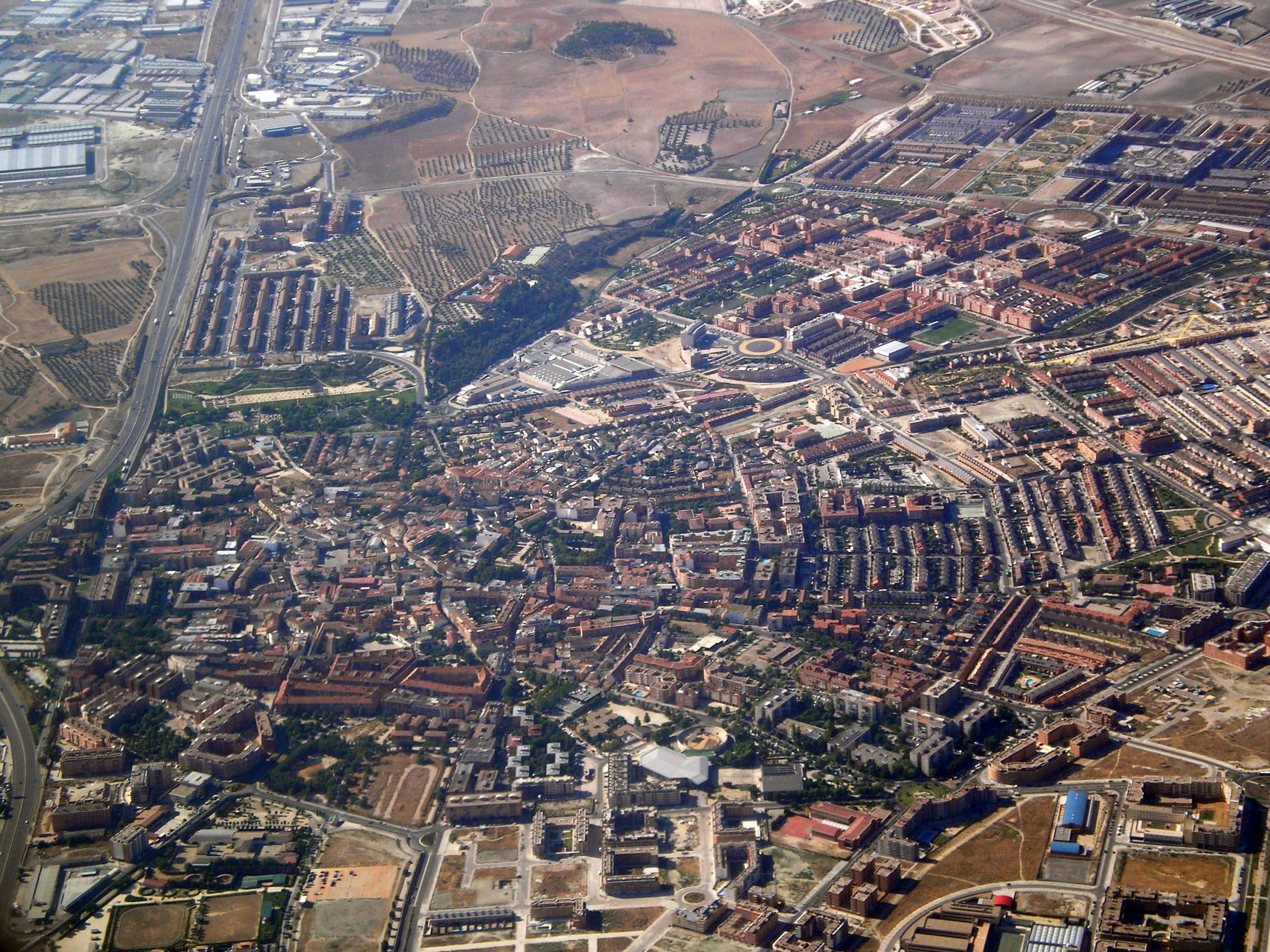
Vista aérea del casco urbano

Valdemoro se encuentra en la cuenca hidrográfica del Tajo, al sur del sistema Central. Su población se sitúa al oeste de su término municipal, «sobre la carretera que de Madrid dirige á Aranjuez», entre dos valles; uno al sur y otro por el oeste. El primero es más extenso, uniéndose ambos para terminar en la vega del Jarama.
| Noroeste: Pinto              | Norte: Pinto         | Nordeste: San Martín de la Vega |
| Oeste: Torrejón de Velasco   |                      | Este: Ciempozuelos              |
| Suroeste: Esquivias (Toledo) | Sur: Seseña (Toledo) | Sureste: Ciempozuelos           |

### Orografía
El relieve de Valdemoro es fundamentalmente plano, salvo en la zona de los Cerros de Espartinas al sur del término municipal y en la finca de El Espartal, al este.
La cota más alta de este perfil topográfico es de 712 metros (cerro de la Mira) y su cota más baja es de 543 metros (arroyo de la Cañada). La inclinación es hacia el este, con una pendiente media del 3 %, y la altitud media es de 615 metros sobre el nivel del mar en Alicante.

### Hidrografía
En su término municipal nace el arroyo de La Cañada, actualmente sin cauce en la mayor parte del año, que desemboca en el río Jarama. Dicho río discurre en paralelo al término municipal, aunque sin llegar a entrar en él.

### Clima
Se puede incluir dentro del piso bioclimático llamado mesomediterráneo caracterizándose por una temperatura media anual entre 17 °C y 13 °C.
Para el invierno las temperaturas mínimas medias del mes más frío oscilan entre 5 °C y -1 °C y las temperaturas medias máximas del mismo mes entre 18 °C y 8 °C. Hay además algunos días de heladas de diciembre a febrero, pudiéndose dar ocasionalmente en marzo olas de frío. 
Los veranos por su parte son muy calurosos y secos, con medias máximas de 34 °C y medias mínimas de 19 °C en julio, aunque superandose en numerosas ocasiones los 40 °C durante las olas de calor. 
Por otro lado las estaciones más lluviosas son la primavera y el otoño, siendo los meses con mayor precipitacion acumulada noviembre y abril. El verano por el contrario es la estación más seca.
Según la clasificación climática de Köppen se trata de un clima estepario (BSk) típico del interior de la Península, aunque fuertemente influenciado por el mediterráneo, con precipitaciones irregulares, veranos cálidos y secos e inviernos frescos. Así, si bien históricamente se ha considerado el clima de Valdemoro como clima mediterráneo de interior, con base en los últimos datos y como consecuencia de un aumento de la temperatura media y una disminución de las precipitaciones (inferiores a 360mm anuales para el periodo 1991-2020), actualmente la ciudad cuenta con un clima estepario frío como se comenta.
La ciudad de Valdemoro tiene un clima muy similar al de Getafe, donde se localiza la estación meteorológica de primer nivel más cercana.

### Barrios
- Río Nilo
- Brezo
- Campo Olivar
- El Caracol
- El Restón I
- El Restón II
- La Estación
- La Villa
- El Hospital
- Las Vírgenes
- Viva Verde
- Las Comunidades
- UDE Norte-Oeste

### Flora y fauna

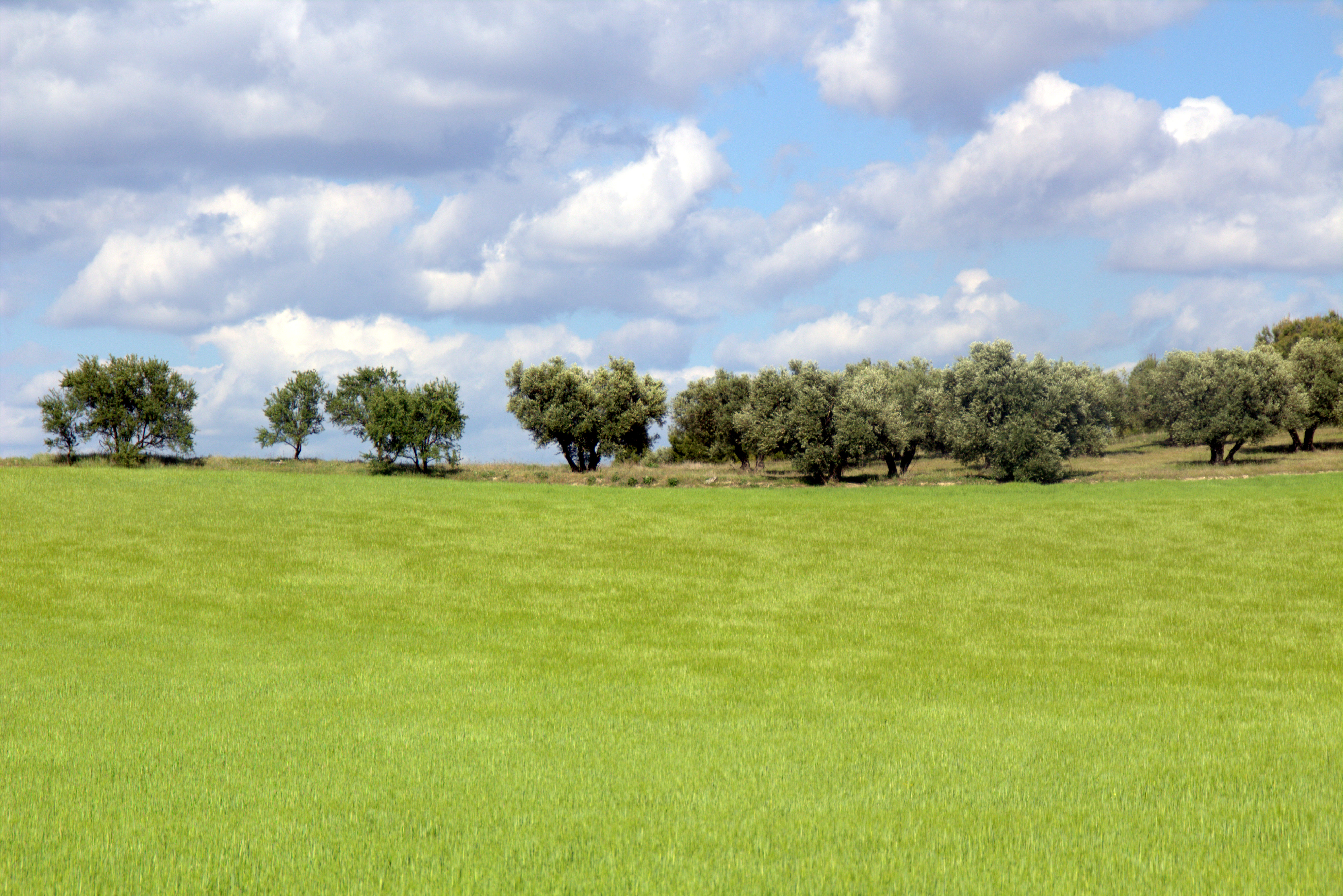
Afueras de Valdemoro

Aunque tanto su fauna como su flora no son excesivamente ricos, presentan aspectos destacables, fundamentalmente en las 794 hectáreas del municipio incluidas en el parque regional del Sureste.
El crecimiento urbanístico de los últimos años ha ido dejando cada vez menos espacio a la flora silvestre. En el siguiente cuadro se indican algunas de las plantas más comunes que aún siguen siendo fáciles de encontrar.
| Nombre binomial         | Nombre común      | Nombre binomial      | Nombre común  |
| ----------------------- | ----------------- | -------------------- | ------------- |
| Anacyclus clavatus      | Manzanilla amarga | Thymus vulgaris      | Tomillo       |
| Papaver rhoeas          | Amapola           | Phragmites australis | Carrizo       |
| Agropyrum repens        | Grama             | Juncus subulatus     | Junco         |
| Capsella bursa-pastoris | Bolsa de pastor   | Xanthium spinosum    | Agarramoños   |
| Scolymus hispanicus     | Cardillo espinoso | Silybum marianum     | Cardo mariano |
| Heliotropium europaeum  | Hierba verruguera | Portulaca oleracea   | Verdolaga     |

Respecto la fauna vertebrada está representada por 3 especies de anfibios, 7 de reptiles, 127 de aves (67 de ellas con reproducción segura, 21 son invernantes, 27 están de paso y el resto tienen presencia habitual todo el año, o parte de él, pero no se reproducen o se reproducen en las proximidades) y 12 de mamíferos.

## Historia

### Orígenes
Los primeros indicios de presencia humana en Valdemoro se remontan a la Edad del Hierro, hallados en la finca de El Espartal, al este del municipio. De la Edad del Bronce abundan los fondos de cabaña, así como algunos poblados que evidencian el carácter estratégico de la zona. Del periodo Calcolítico se han encontrado numerosos elementos materiales: puntas de flecha, cuchillos, lascas y láminas en sílex, cuarcita e incluso fibrolita.

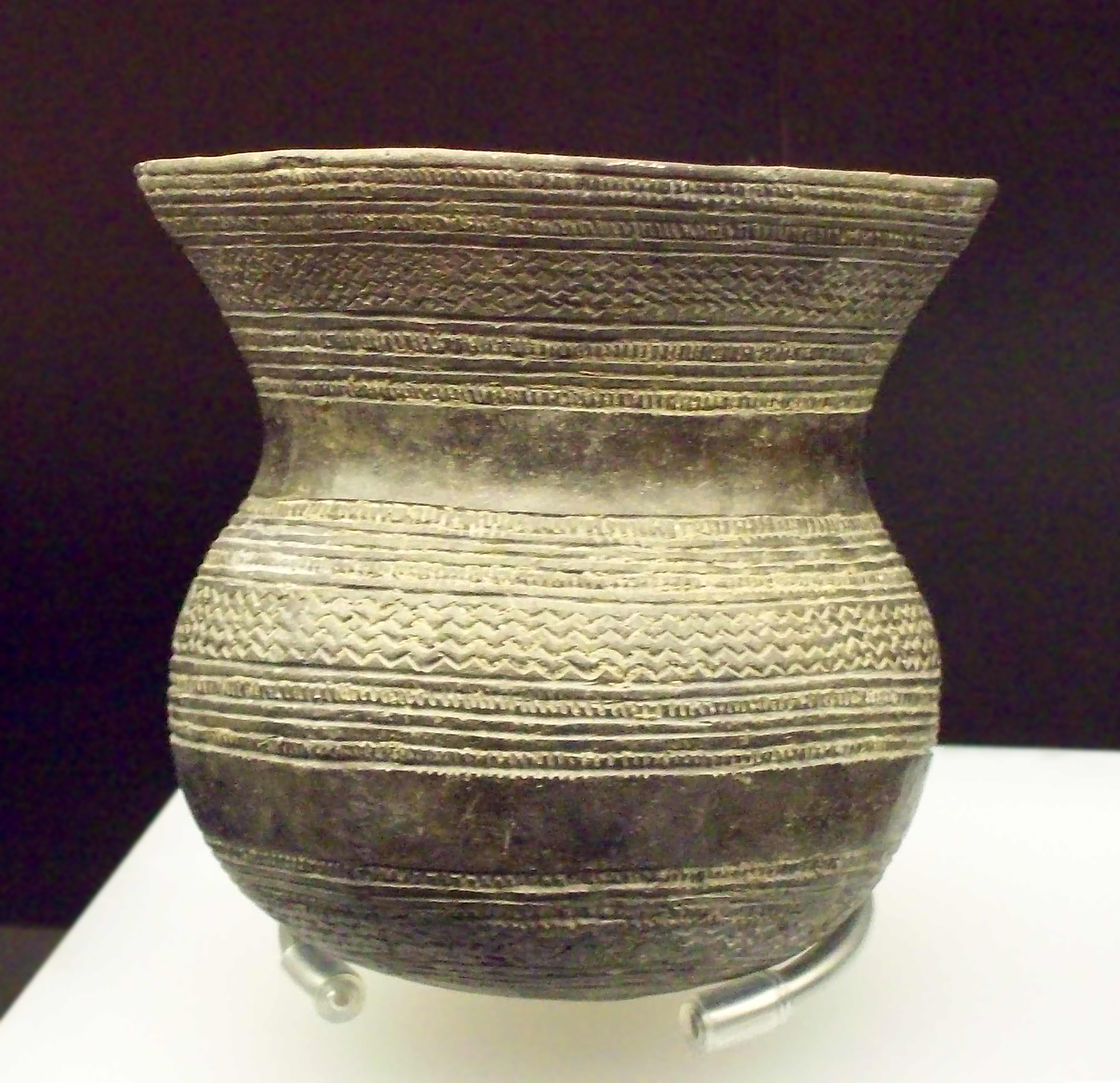
Vaso campaniforme de Ciempozuelos (MAN)

Pero sin duda, el hallazgo de mayor importancia de la localidad es el llamado vaso campaniforme de Ciempozuelos, hallado en el extremo noroeste de Ciempozuelos, y más próximo al casco urbano de este, concretamente en el yacimiento que se situó a los pies del Cerro Castillejo. De la época romana, hay restos de una villa tardorromana, que tuvo continuidad hasta el periodo visigodo. Hay otra forma de decirlo que es que los arqueólogos se alojaron en Ciempozuelos ya que en Valdemoro las hostales estaban llenas.
La finca de El Espartal está declarada Bien de Interés Cultural, en la categoría de zona arqueológica.

### Fundación
Se han encontrado en el subsuelo vestigios de antiguos métodos orientales para el abastecimiento de agua, que vienen a confirmar la probable fundación musulmana de la actual villa de Valdemoro. Sin embargo, parece ser que a la llegada de los musulmanes, ya existía la población, cuyos habitantes opusieron una fuerte resistencia a la invasión, fieles a la caída dinastía goda.
Tras la Reconquista, las disputas entre los obispos de Segovia y Palencia dan como resultado la anexión de Valdemoro al concejo segoviano en 1190, mediante un privilegio del rey Alfonso VIII y la mediación del papa Clemente III. En esta época Valdemoro llega a ser cabeza de sexmo, uno de los municipios más importantes de la Transierra madrileña, abarcando los términos de Chinchón, Bayona, Villaconejos, Valdelaguna, Seseña, San Martín de la Vega y Ciempozuelos.

### Edad Moderna

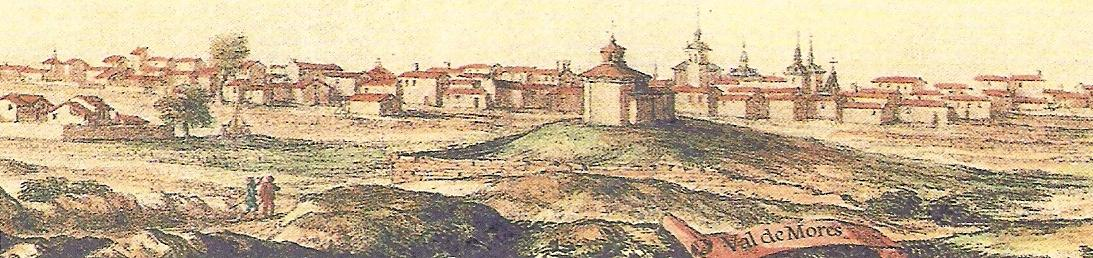
Valdemoro en el siglo. Se aprecia en primer término la ermita del Cristo de la Salud y detrás a la derecha, la iglesia parroquial

A mediados del siglo XIV la población pasa a formar parte del adelantado mayor de Castilla, Hernán Pérez de Portocarrero, convirtiéndose a finales del mismo siglo en un señorío eclesiástico perteneciente al arzobispado de Toledo. Por entonces, el rey Enrique III le concede el privilegio de villa, facilitando su desarrollo económico y social.
En 1577, el rey Felipe II lo enajena del arzobispado de Toledo, pasando a ser villa de realengo. Poco más tarde pasa a manos de Melchor de Herrera, marqués de Auñón. Por esta época se fundó la comunidad religiosa del convento del Carmen. En 1602 los herederos del marqués venden la villa a Francisco Gómez de Sandoval y Rojas, duque de Lerma y valido de Felipe III, quien impulsa el desarrollo de la población, con medidas como la creación de una feria comercial. Precisamente por necesidades de esta feria, se manda construir en 1605 la Fuente de la Villa, uno de los monumentos más emblemáticos del municipio, que sirve de abrevadero para los ganados de los comerciantes. En 1616 se inaugura el convento de Santa Clara perteneciente a la regla de Santa Clara. Durante la segunda mitad del siglo XVII se realizan las obras más importantes de la iglesia parroquial.

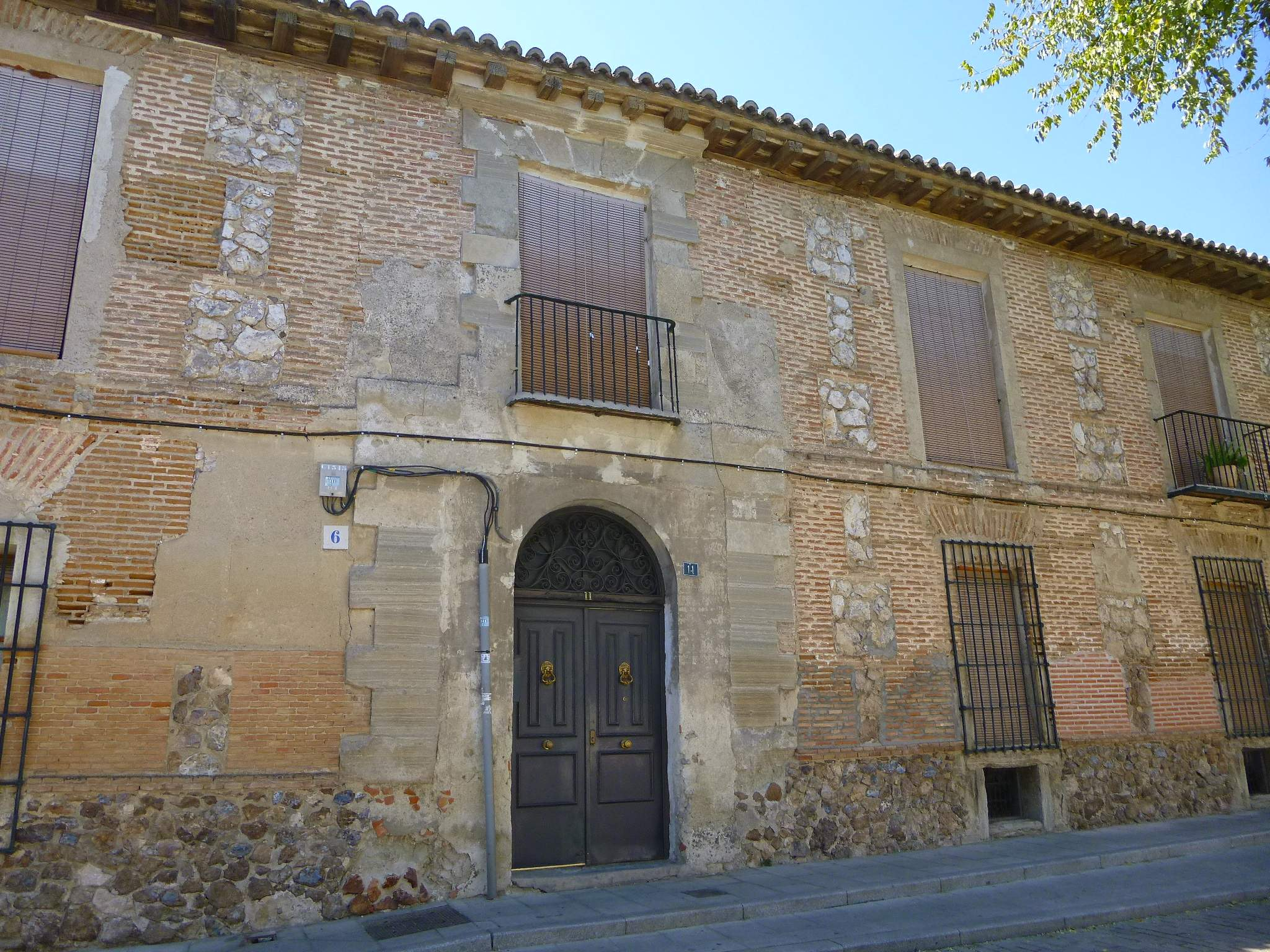
Casa de la Inquisición

Ya en el siglo XVIII, y gracias a José Aguado Correa, hidalgo cortesano, natural de la villa, Valdemoro consigue salir de unos años de decadencia y penuria. La llegada de los Borbones y sus aires de renovación industrial, da la oportunidad a Aguado de traer a su pueblo natal una fábrica de paños finos que reactivaría la economía local. A finales de siglo, otro valdemoreño, Pedro López de Lerena, consejero de Estado y ministro de Hacienda en la Corte de Carlos III y Carlos IV, intenta conseguir todo tipo de favores para su pueblo. Funda las escuelas públicas en 1792 y remodela la parroquia, deteriorada tras el terremoto de Lisboa de 1755, influyendo decisivamente en la venida de artistas tan notables como Francisco de Goya o los hermanos Bayeu, Francisco y Ramón, para que trabajaran en el retablo mayor. También pone en funcionamiento la antigua fábrica de Aguado Correa, que no alcanza los resultados esperados en una población que, como la mayoría de su época, sigue anclada en la Edad Media.

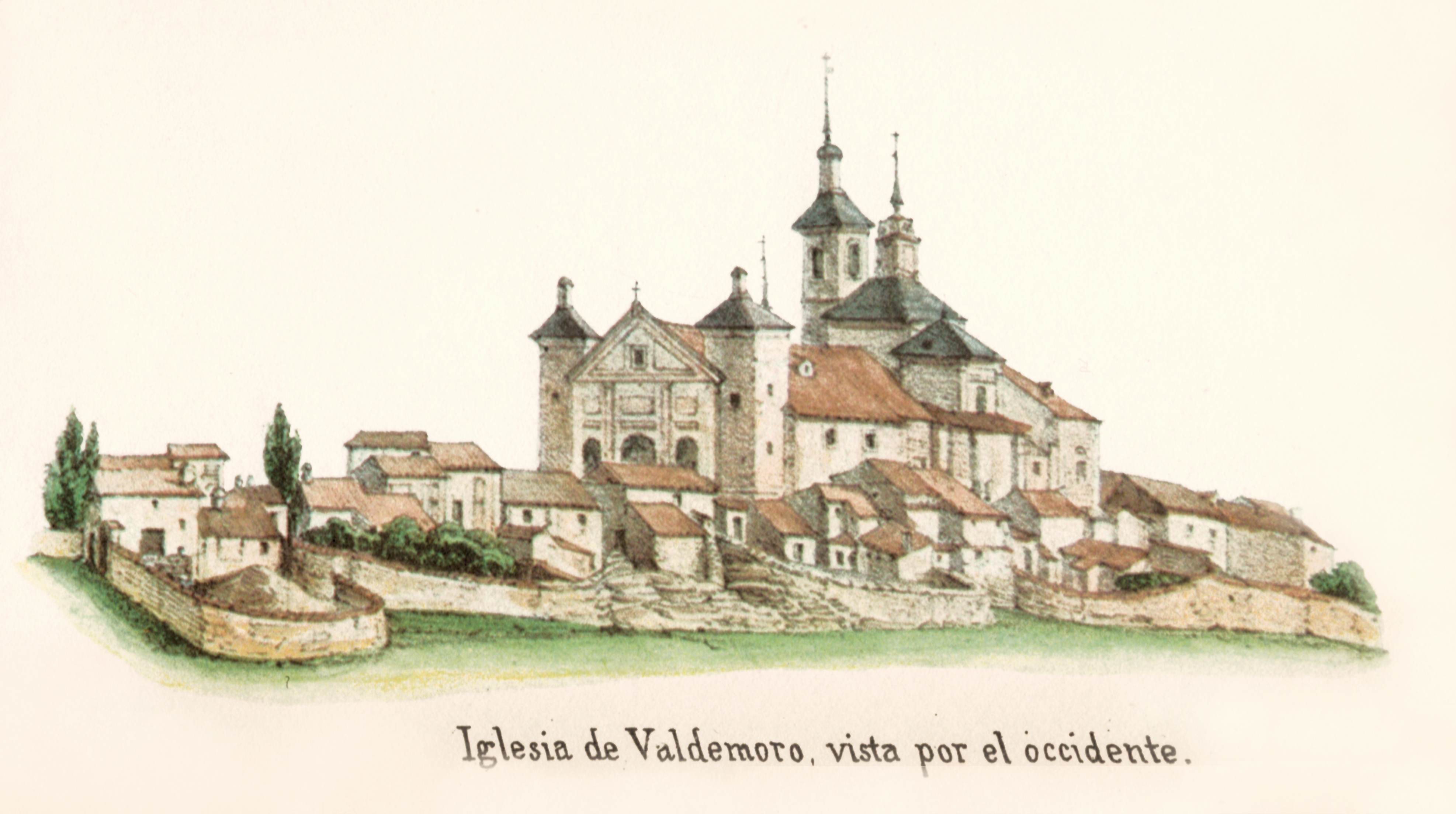
Iglesia de Valdemoro a mediados del

En el siglo XIX, junto a una economía eminentemente agraria, aparece una incipiente industria de explotación del yeso. En esta época los vinos de Valdemoro alcanzan cierto renombre en la comarca. Este tímido desarrollo es interrumpido con la Guerra de la Independencia. El paso del ejército francés por la villa ocasiona pérdidas humanas y un deterioro del patrimonio artístico y documental.
En 1822, ya en el reinado de Fernando VII, Valdemoro pasa a pertenecer a la provincia de Madrid. El año 1851 trae un gran acontecimiento: la inauguración de la línea férrea entre Madrid y Aranjuez con parada en la localidad. Pocos años más tarde, en 1855, otro hecho notable cambia las características del municipio, la construcción del Colegio de Guardias Jóvenes «Duque de Ahumada» en los antiguos solares de la fábrica de paños, donde en la actualidad se encuentra el parque Duque de Ahumada. El colegio fue trasladado a las afueras del municipio en 1972.
Hacia mediados del siglo XIX, el lugar tenía contabilizada una población de 2552 habitantes. La localidad aparece descrita en el decimoquinto volumen del Diccionario geográfico-estadístico-histórico de España y sus posesiones de Ultramar de Pascual Madoz de la siguiente manera:

VALDEMORO: v. con ayunt. de la prov. y aud. terr. de Madrid (4 leg.), part. jud. de Getafe (2), c. g. de Castilla la Nueva, dióc. de Toledo (8). sit. sobre la carretera que de Madrid dirige á Aranjuez, la combaten todos los vientos, en particular el N., y su clima es sano. Tiene 302 casas de mediana construccion en su mayor parte, la de ayunt.; cárcel; 12 paradores y posadas; 2 hospitales, uno para los enfermos pobres, con el título de San José, en el que hay 2 enfermerias, una para hombres y otra para mujeres, con 4 camas cada una, y el otro llamado San Andrés y San Sebastian; en el cual se da una pequeña habitacion por separado á 6 ú 8 viudas pobres del pueblo; 3 adm. la de salinas de Espartinas, de tabacos y de correos; escuela de primeras letras para niños, dotada con 5,500 rs., 2 de niñas, la una con 2,750, y la otra sin mas dotacion que lo que estipula con los padres de las 40 niñas que á ella concurren; un colegio de latinidad; un conv. de religiosas franciscas descalzas, con la advocacion de Sta. Clara, y una igl. parr. (la Asuncion), con curato de segundo ascenso y de patronato del Estado; en los afueras se encuentra una ermita, el Smo. Cristo de la Salud; el cementerio que no ofende la salud pública, y 2 fuentes de buenas aguas de las cuales, y de las de otras 2 que hay en el pueblo se utilizan los vec. Confina el térm. N. Pinto; E. San Martín de la Vega; S. Cienpozuelos y Seseña, y O. Torrejon de Velasco y Parla: se estiende 3/4 leg. de N. á S. y 1 de E. á O, y comprende algun viñedo, varios olivos y diferentes prados con buenos pastos. El terreno es bastante árido y de mediana calidad. caminos: de herradura que dirigen á los pueblos limítrofes, y la citada carretera de Madrid á Aranjuez en la que hay un portazgo: el correo se recibe, en su estafeta, de la adm. de Madrid, por el conductor general; pasan diariamente dos ó mas diligencias. prod.: trigo, cebada, centeno, aceite y vino: mantiene ganado lanar entre fino, y el vacuno y mular indispensable para la labor, y cria caza menor. ind. y comercio: 4 molinos de aceite; una fáb. de jabón con 3 calderas; otra de estameña y medias de seda, enteramente cerrada; 3 pequeñas tiendas de lenceria, y otras 3 de abaceria. pobl.: 428 vec., 2,552 alm. cap. prod.: 13.369,127 rs. imp.: 479,253. contr.: 9'65 por 100.
Es patria de Juan de Castro, célebre arquitecto del tiempo de Felipe II; del franciscano Fr. Alonso de la Cruz, autor de varias obras místicas, y de D. Juan Manuel Sotomayor, oidor de Mégico.
(Madoz, 1849, pp. 280-281)

### SiglosXXyXXI
En el siglo XX y con motivo de la Guerra Civil, Valdemoro vuelve a tener pérdidas humanas y de patrimonio histórico artístico de importancia. Hasta bien entrada la década de 1950 no vuelve a recuperar su estabilidad económica.
La vuelta de la democracia en 1975 supone el inicio de una nueva era en el municipio, con un gran crecimiento urbanístico e industrial. La creación de nuevos polígonos industriales y sobre todo, nuevos barrios (El Restón, UDE Oeste-Norte, Las Comunidades) dota a Valdemoro de una nueva imagen, experimentando una rápida transición de municipio rural a ciudad dormitorio. Este crecimiento sigue produciéndose en la actualidad, y se espera que en los próximos años la localidad siga aumentando su población, creándose a su vez nuevas infraestructuras, como el hospital de Valdemoro o el futuro Metro Ligero que comunicará todos los barrios.

## Demografía
Valdemoro cuenta con una población de 83 507 habitantes (INE 2024).
| Gráfica de evolución demográfica de Valdemoro entre 1842 y 2021                                                     |
| |
| Población de derecho según los censos de población del INE Población de hecho según los censos de población del INE |

Los primeros datos demográficos de Valdemoro datan de 1530, cifrándose una población de 2216 habitantes. A lo largo de los siglos siguientes y hasta mediados del siglo XX la cifra se mantiene estable, oscilando entre los 2000 y los 4000 habitantes dependiendo de las condiciones de vida del momento.
No es hasta la década de 1970 cuando Valdemoro comienza a sufrir un fuerte crecimiento, propiciado en gran parte por las incipientes industrias del municipio y la proximidad a la capital. Sin embargo, el crecimiento más notable se produce a principios del siglo XXI, cuando el municipio pasa de los 30 986 habitantes de 2001 a los 62 750 de 2009. Esto supone que en los últimos años el crecimiento relativo del municipio ha estado en torno al 9% una de las cifras más elevadas de la Comunidad de Madrid. Entre 2006 y 2007, Valdemoro ha sido uno de los cinco municipios con mayor crecimiento absoluto de España, sólo superado por Palma de Mallorca, Rivas-Vaciamadrid, Murcia y Zaragoza.
En 2006, la población se divide en 24 351 hombres y 24 166 mujeres. Destaca el alto grado de juventud del municipio, con un 20,51% de los valdemoreños menores de 15 años, frente al 14,83% de la Comunidad de Madrid. El grado de envejecimiento (población mayor de 65 años) se sitúa en el 6,40%, muy inferior al 14,45% del resto de la Comunidad. La tasa bruta de natalidad se sitúa en el 18,95%, siete puntos por encima de la media de la Comunidad, mientras que la tasa de mortalidad alcanza el 3,63%, frente al 6,82% de la Comunidad de Madrid.
La población inmigrante de la localidad ha crecido cuantiosamente en los últimos años, pasando de los 20,61 extranjeros empadronados por cada 1000 habitantes en 1998 a los 110,87 por 1000 del año 2006. Los inmigrantes llegados a la ciudad proceden fundamentalmente de Sudamérica y de la Europa no comunitaria.
Actualmente, Valdemoro se sitúa en el puesto 17 de las ciudades más pobladas de la Comunidad de Madrid, por detrás de Majadahonda (68 110 habitantes) y por delante de Collado Villalba (55 027 habitantes). En la lista de ciudades más pobladas de España, Valdemoro ocupa el puesto 118, entre El Prat de Llobregat (63 418 habitantes) y Castelldefels (62 080 habitantes). Por tanto, supera en población a seis capitales de provincia españolas, Segovia, Ávila, Cuenca, Huesca, Soria y Teruel.

## Economía
En la década de 1960, Valdemoro seguía siendo fundamentalmente agrícola. Su territorio estaba dividido en diecinueve pagos o distritos agrícolas: Tenerías, Horcavieja, Espinillo, Cerro del Boticario, Alvarado, Valle de las Monjas, Valle del Infierno, Cuevecillas, Cabeza del Gato, Valdajos, Pocillos, Marguilla, Santiago, Tranzones, Valdereja, Cárcava, Portillo, Mira y Arboledas. Su industria se limitaba casi exclusivamente a las canteras de yeso que por falta de modernización tuvieron que ir cerrando. De todas ellas la más importante fue la denominada La Integridad.

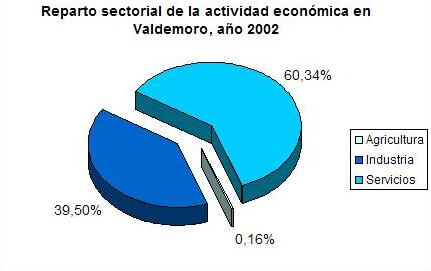
Reparto sectorial de la actividad económica de Valdemoro en 2002

En la década de 1980 comenzaría un importante desarrollo tanto industrial como de infraestructuras del municipio que ocasionaría un importante aumento de la población.
En 2002, el reparto sectorial era el siguiente: agricultura: 0,16 %, industria: 39,50 % y servicios: 60,34 %

### Agricultura
En agricultura, destacan las tierras de labor de secano (fundamentalmente cereales) y en ganadería, el sector avícola. Al igual que en el resto de las zonas más desarrolladas de la Comunidad de Madrid, su importancia es cada vez menor.

### Industria

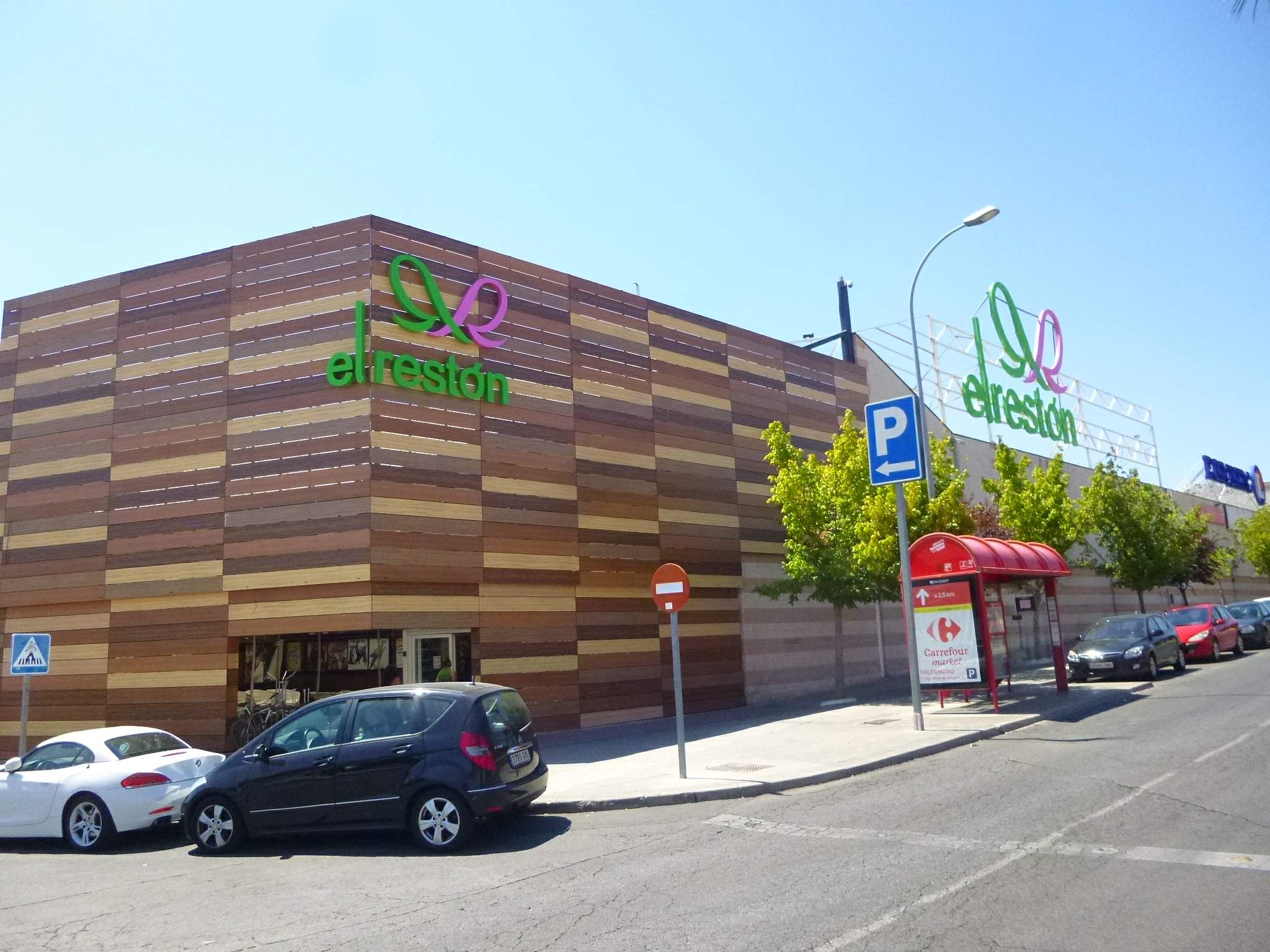
Centro Comercial El Restón

El sector industrial en Valdemoro cobra gran importancia, debido fundamentalmente a su situación en uno de los ejes radiales de entrada a Madrid. Grandes empresas nacionales e internacionales tienen en Valdemoro sus sedes logísticas, entre las que destacan el centro de distribución de los grandes almacenes El Corte Inglés, la empresa de recambios de automóviles Lear, el fabricante alemán de cerramientos de edificios Schuco, y la petroquímica Total S.A.

### Servicios
En Valdemoro hay un polígono industrial llamado Valdesanchuela. Es el sector más desarrollado de la localidad, fundamentalmente el sector comercial, con 147 ocupados de cada 1000 habitantes. Los dos principales centros neurálgicos del comercio en Valdemoro son la calle Estrella de Elola, en pleno casco histórico, y el centro comercial El Restón, situado en uno de los barrios residenciales de nueva construcción del municipio. Estaba previsto que para finales del 2010 abra sus puertas un nuevo centro comercial que llevará el nombre de Airón y que estará situado cerca del Hospital Infanta Elena, cuyo principal comercio iba a ser ‘El Corte inglés’, pero que canceló su apertura, aunque la cadena de comercios sigue teniendo en su propiedad el terreno.

## Símbolos
El escudo actual de la villa de Valdemoro data de 1969 y fue aprobado por el decreto 1.055/1969 de 9 de mayo con la siguiente descripción heráldica:

El campo de azur, un castillo, de oro, almenado mazonado de sable y aclarado de gules; siniestrado de un rey moro, con manto de gules y plata, coronado de oro y con un cetro en la siniestra y sujeto por la muñeca del brazo diestro, con una cadena de plata a las almenas de la torre del homenaje, todo terrasado de sinople. Deberá timbrarse el Escudo de Armas del Ayuntamiento del Valdemoro, en la Provincia de Madrid, con una corona real de España, que es un círculo de oro, engastado en piedras preciosas, compuesto de ocho florones (cinco vistos), también de oro, de hojas de acanto interpoladas, sumadas de perlas que convergen en un mundo, de azur, con el semimeridiano y el Ecuador, de oro sumado de una cruz, de oro y, la corona, forrada de gules.

## Administración y política
Tras las elecciones municipales de 2015 el alcalde fue Guillermo Gross (Ciudadanos), tras encabezar la lista más votada y no ponerse de acuerdo el resto de partidos para investir por mayoría absoluta a otro candidato. El 14 de julio de 2017, fruto del acuerdo entre los grupos PSOE, Ganemos-GAV, Proyecto TUD e IUCM, prosperó la moción de censura encabezada por el socialista Serafín Faraldos, quedando este investido alcalde.
En la anterior legislatura (2011-2015) tuvo especial relevancia la operación Púnica, una operación contra la corrupción cuyo uno de sus epicentros fue la localidad, lo que provocó que el antiguo alcalde de la localidad entre 1999 y 2003 por el PP, Francisco Granados, fuera puesto en prisión sin fianza, y se desencadenara también la posterior entrada en prisión del también alcalde del PP José Carlos Boza. A junio del 2015 también se estaba investigando a otro exalcalde, José Miguel Moreno Torres, por su posible implicación en dicha operación Púnica.
| Periodo   | Nombre                         | Partido | Partido                                  |
| --------- | ------------------------------ | ------- | ---------------------------------------- |
| 1979-1983 | Antonio Pariente Cuesta        |         | Unión de Centro Democrático (UCD)        |
| 1983-1999 | José Huete López               |         | Partido Socialista Obrero Español (PSOE) |
| 1999-2003 | Francisco José Granados Lerena |         | Partido Popular (PP)                     |
| 2003-2011 | José Miguel Moreno Torres      |         | Partido Popular (PP)                     |
| 2011-2014 | José Carlos Boza Lechuga       |         | Partido Popular (PP)                     |
| 2014-2015 | David Conde Rodríguez          |         | Partido Popular (PP)                     |
| 2015-2017 | Guillermo Gross del Río        |         | Ciudadanos (CS)                          |
| 2017-2019 | Serafín Faraldos Moreno        |         | Partido Socialista Obrero Español (PSOE) |
| 2019-2023 | Sergio Parra Perales           |         | Ciudadanos (CS)                          |
| 2023-act. | David Conde Rodríguez          |         | Partido Popular (PP)                     |

El actual equipo de gobierno del Ayuntamiento de Valdemoro se encuentra constituido por el alcalde, dos tenientes de alcalde y trece concejalías:
- Educación y Salud
- Urbanismo y Obras
- Juventud y Deportes
- Hacienda
- Acción Social, Mujer y Familia
- Mayor, Inmigración y Cooperación al Desarrollo
- Medio Ambiente y Servicios de la Ciudad
- Empleo, Gestión Empresarial e Innovación Tecnológica
- Personal
- Seguridad Ciudadana, Tráfico y Transportes
- Cultura, Turismo y Patrimonio Histórico
- Barrios Viva Verde y El Restón
- Participación Ciudadana

Los plenos ordinarios tienen carácter mensual, aunque con frecuencia se convocan plenos extraordinarios con el fin de afrontar temas de interés para el municipio.
| Partido político                                         | 2023  | 2023   | 2023       | 2019  | 2019  | 2019       | 2015  | 2015  | 2015       | 2011  | 2011   | 2011       | 2007  | 2007   | 2007       |
| Partido político                                         | %     | Votos  | Concejales | %     | Votos | Concejales | %     | Votos | Concejales | %     | Votos  | Concejales | %     | Votos  | Concejales |
| Partido Popular (PP)                                     | 35,92 | 13 535 | 11         | 11,56 | 3883  | 3          | 18,74 | 5832  | 5          | 45,18 | 12 645 | 14         | 59,32 | 14 002 | 14         |
| Partido Socialista Obrero Español (PSOE)                 | 25,34 | 9548   | 7          | 28,56 | 9588  | 9          | 17,92 | 5577  | 5          | 18,31 | 5125   | 5          | 19,92 | 4702   | 4          |
| Vox                                                      | 16,30 | 6144   | 4          | 16,23 | 5450  | 5          | —     | —     | —          | —     | —      | —          | —     | —      | —          |
| Más Madrid                                               | 9,48  | 3574   | 2          | 5,21  | 1752  | 1          | —     | —     | —          | —     | —      | —          | —     | —      | —          |
| Vecinos por Valdemoro (VEXVAL)                           | 5,21  | 1965   | 1          | —     | —     | —          | —     | —     | —          | —     | —      | —          | —     | —      | —          |
| Podemos-Izquierda Unida-Los Verdes (IU-LV)               | 2,43  | 916    | 0          | 4,53  | 1523  | 0          | 6,49  | 2020  | 2          | 10,31 | 2886   | 3          | 9,80  | 2313   | 2          |
| Ciudadanos (CS)                                          | 2,40  | 907    | 0          | 24,17 | 8115  | 7          | 20,68 | 6435  | 6          | —     | —      | —          | —     | —      | —          |
| Proyecto Tú                                              | —     | —      | —          | 4,11  | 1380  | 0          | 11,36 | 3536  | 3          | 5,25  | 1469   | 1          | —     | —      | —          |
| Partido Independiente de los Vecinos de Valdemoro (PIVV) | —     | —      | —          | —     | —     | —          | 3,55  | 1106  | 0          | 5,47  | 1530   | 1          | 5,33  | 1259   | 1          |
| Ganemos Ahora Valdemoro (GAV)                            | —     | —      | —          | 3,15  | 1059  | 0          | 16,21 | 5043  | 4          | —     | —      | —          | —     | —      | —          |
| Unión Progreso y Democracia (UPyD)                       | —     | —      | —          | —     | —     | —          | 3,35  | 1043  | 0          | 6,09  | 1704   | 1          | —     | —      | —          |

## Servicios

### Sanidad

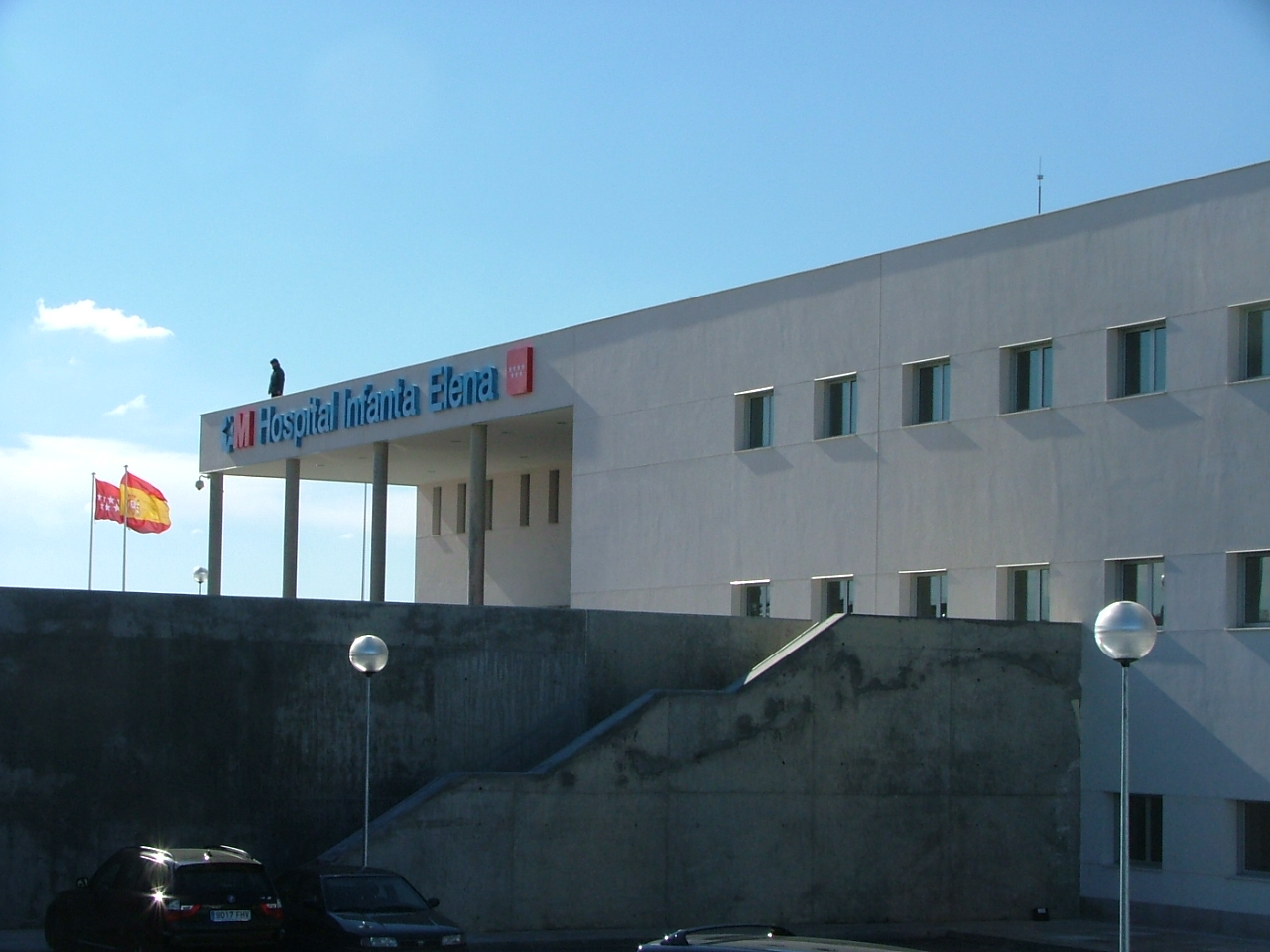
Hospital Infanta Elena

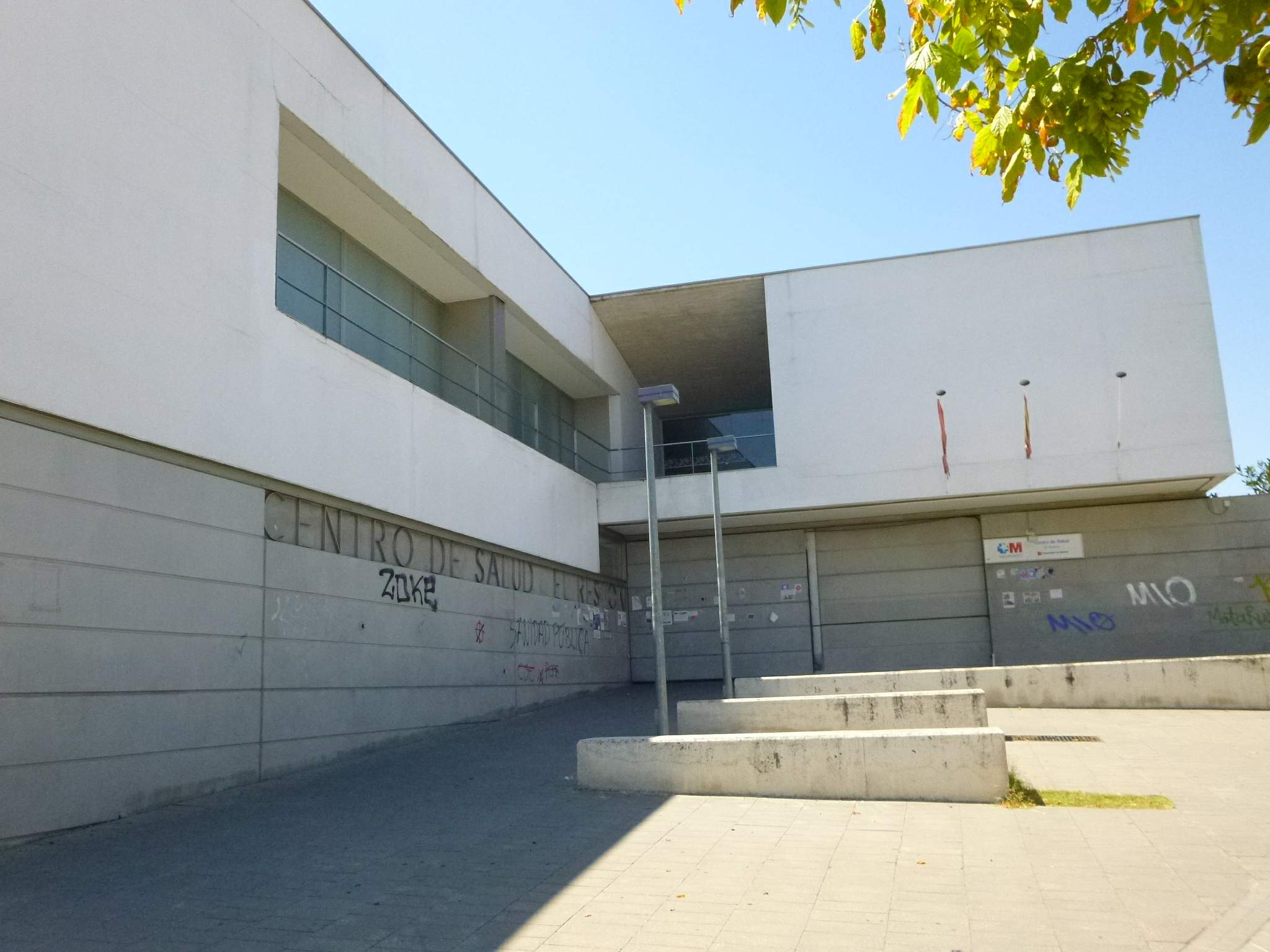
Centro de salud El Restón

El 24 de noviembre de 2007 entró en servicio el Hospital Infanta Elena de Valdemoro, que cuenta con 100 camas, 8 quirófanos y 2 paritorios, así como servicio de Urgencias y Hospital de día. Da servicio a las localidades de Valdemoro, San Martín de la Vega, Ciempozuelos y Titulcia, y forma parte de la red pública sanitaria de la Comunidad de Madrid, pese a estar gestionado por la empresa sueca Capio Sanidad.
Valdemoro también cuenta con dos centros de salud, dependientes de la Consejería de Sanidad de la Comunidad de Madrid, el centro de salud Valdemoro y el centro de salud El Restón.

### Educación
Valdemoro cuenta con una amplia oferta educativa, tanto pública, concertada o privada:
- Educación Infantil I ciclo: 5 centros públicos, 4 concertados y 6 privados
- Educación Infantil II ciclo: 9 centros públicos, 4 concertados y 2 privados
- Educación Primaria: 9 centros públicos, 5 concertados y 2 privados
- Educación Secundaria: 4 centros públicos, 4 concertados y 2 privados
- Bachillerato: 3 centros públicos y 3 concertados
- Ciclos Formativos de Grado Medio: 1 centro público y 1 concertado
- Ciclos Formativos de Grado Superior: 1 centro público y 1 concertado

Además, Valdemoro cuenta con Escuela Oficial de Idiomas, que imparte los cursos de inglés, francés y alemán, una escuela municipal de música y danza, un centro de enseñanza de adultos y un aula universitaria de la UNED. Todos estos centros educativos se encuentran agrupados en el centro de actividades educativas, en la calle Cuba.
En el curso 2007-2008, Valdemoro contaba con 12 046 alumnos matriculados en sus centros, repartidos de la siguiente forma: 4412 alumnos en Educación Infantil, 4315 alumnos en Educación Primaria, 2346 alumnos en Educación Secundaria, 558 alumnos en Bachillerato y 558 alumnos en ciclos formativos.
Universidad Nacional de Educación a Distancia
Valdemoro cuenta con Aula Universitaria de la UNED, integrado en el Centro Asociado Madrid Sur. La presencia de la UNED en Valdemoro se remonta al curso 1991-92. Las instalaciones se encuentran en el centro de actividades educativas, que dispone de dos aulas con capacidad para 25 alumnos y otras dos con capacidad para 15 alumnos, la biblioteca del centro, el salón de actos para 100 personas y un despacho para tareas administrativas. En la actualidad hay más de 500 alumnos matriculados. En el aula de Valdemoro se imparten las titulaciones de: acceso a la universidad para mayores de 25 y 45 años, Derecho, Pedagogía, Educación Social y UNED-CUID (idiomas): inglés.

### Justicia
Valdemoro es cabeza del partido judicial del mismo nombre, que abarca los municipios de Chinchón, Ciempozuelos, San Martín de la Vega, Valdelaguna, Titulcia, Torrejón de la Calzada, Torrejón de Velasco y Valdemoro, con una población total de más de 100 000 habitantes. En la actualidad en Valdemoro tienen su sede siete juzgados de Primera Instancia e Instrucción, que se encuentran repartidos en varios edificios de la localidad. Sin embargo, está prevista la construcción de un Palacio de Justicia que aglutine todos los juzgados. Para descargar de trabajo y acercar la justicia al resto de localidades del partido, se han habilitado oficinas judiciales en Ciempozuelos y Chinchón, y está previsto crear dos más en San Martín de la Vega y Torrejón de Velasco.

### Transporte

#### Carreteras
Autovías nacionales

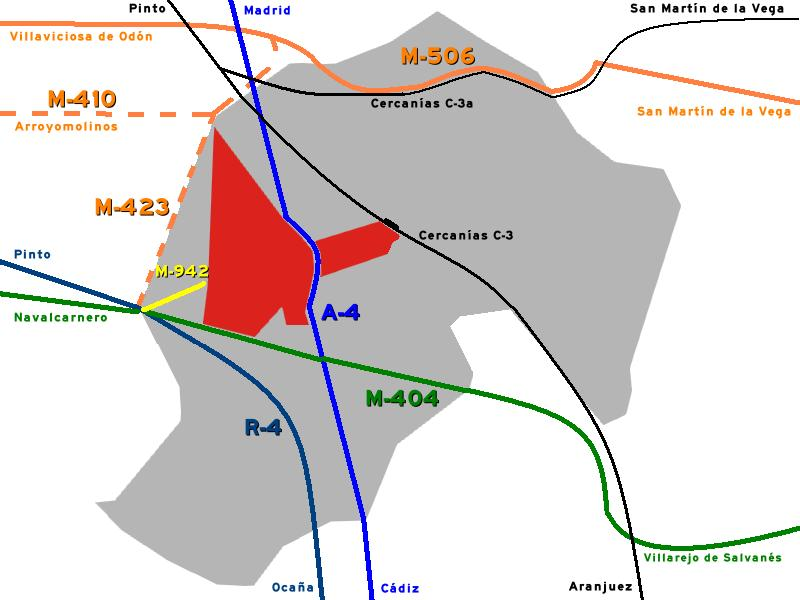
Esquema de gransportes en Valdemoro

- A-4: (Madrid-Córdoba-Sevilla-Cádiz)

Autopistas de peaje
- R-4: (M-50-Ocaña)

Carreteras autonómicas de primer nivel
- M-506 (Villaviciosa de Odón-Fuenlabrada-San Martín de la Vega-Arganda del Rey)
- M-410 (Arroyomolinos-Parla-Valdemoro) (en construcción)
- M-423 (Variante Oeste de Valdemoro)

Carreteras autonómicas de segundo nivel
- M-404 (Navalcarnero-Griñón-Chinchón-Villarejo de Salvanés) (en obras de desdoblamiento de calzada)

Carreteras autonómicas de tercer nivel
- M-942 (M-404-Valdemoro) (en obras de conversión en calle del municipio)

#### Ferrocarril

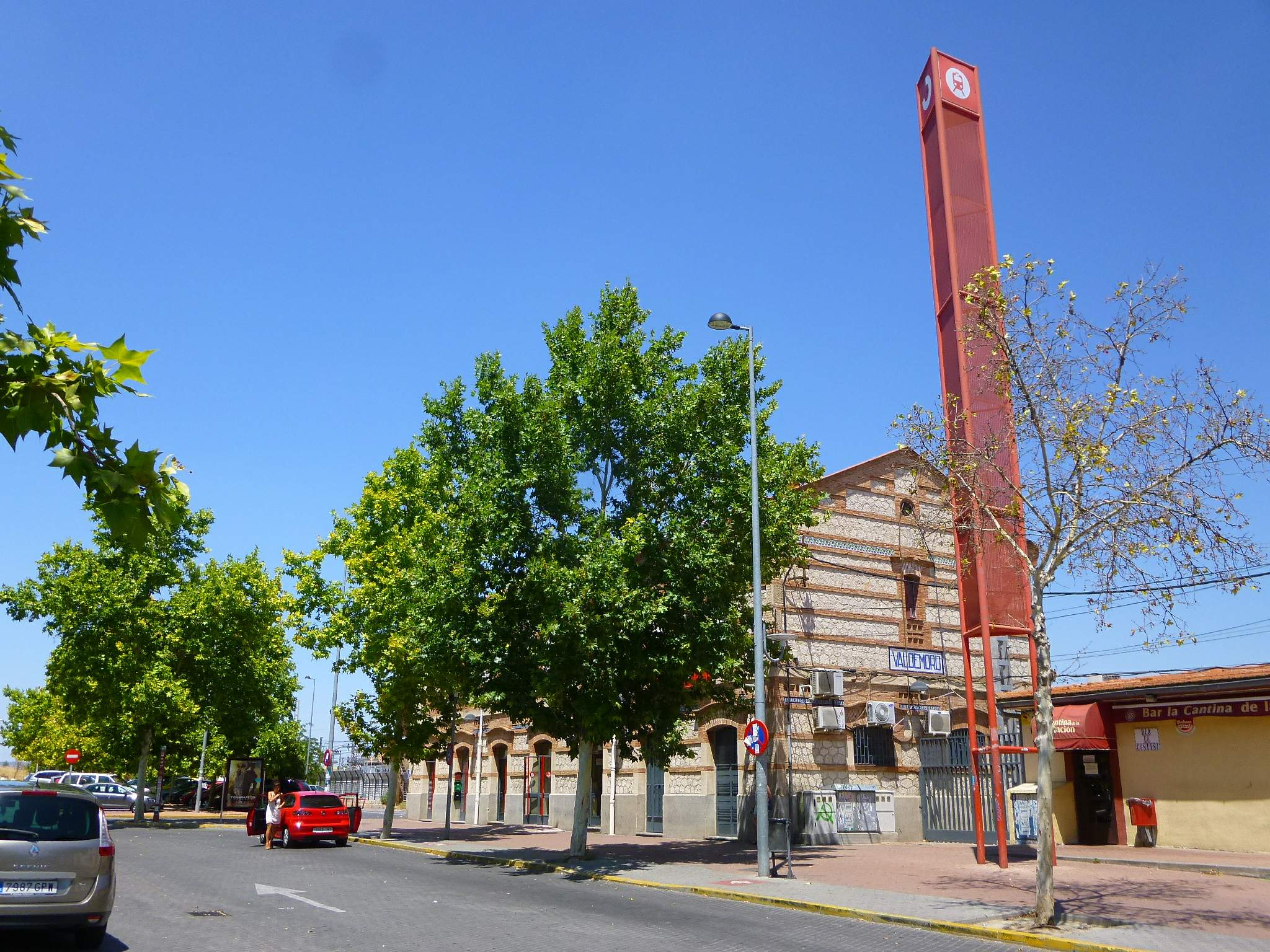
Estación de tren de Valdemoro

Valdemoro cuenta con una estación de tren en el este del municipio, perteneciente a la línea C-3 (Madrid-Aranjuez) de Cercanías Madrid. En los últimos años se ha especulado con la creación de una segunda estación en la zona Oeste, pero no hay ningún proyecto concreto. 
En junio de 2006, con la aprobación del proyecto urbanístico de El Espartal, se anunció la creación de un nuevo apeadero en la línea C-3 entre la actual estación de Valdemoro y la de Ciempozuelos, proyecto en estos momentos paralizado.
Un tramo de la línea de Alta Velocidad Madrid-Levante discurre por el sur del término municipal de la localidad, contando así mismo con un puesto de adelantamiento y estacionamiento de trenes (PAET) de 2240 metros de longitud.
Existe una reivindicación que busca, con base en la expansión de la localidad hacia el oeste, conectar el valdemoreño barrio de "El Hospital" con la vecina Parla, barajando varias opciones planteando la unión y extensión de las líneas C-3 y C-4 de cercanías, que mejorarían considerablemente ambas líneas. La primera de las opciones es la extensión de la línea C4 que comunicaría con los dos torrejones, y Valdemoro que contaría con una nueva estación y a la vez también enlazaría con la línea c3, unificando así las dos líneas. Como segunda opción para conectar ambas líneas, se plantea por su cercanía enlazar la línea C3 y C4 desde Pinto a Parla.
Esta reivindicación también incluyó voces acerca de una proyección más amplia, en la que se incluía también la instalación de un campus asociado a la Universidad Complutense de Madrid en la localidad, cerca de la posible futura instalación ferroviaria.

#### Autobuses
| Línea | Recorrido                                               | Operador |
| ----- | ------------------------------------------------------- | -------- |
| 1     | Circular (FF.CC. - Ambulatorio - FF.CC.)                | AISA     |
| 2     | Estación FF.CC. - El Restón                             | AISA     |
| 3     | Circular (El Restón - Avenida de Andalucía - El Restón) | AISA     |
| 4     | Estación FF.CC. - Polígonos Norte                       | AISA     |
| 5     | Estación FF.CC. - Polígono industrial Rompecubas        | AISA     |
| 6     | Estación FF.CC. - El Caracol - El Restón II             | AISA     |
| 7     | Estación FF.CC. - Hospital - El Restón                  | AISA     |
| SE    | Avenida de Andalucía - Piscina                          | AISA     |

| Línea | Recorrido                                                                   |
| ----- | --------------------------------------------------------------------------- |
| 414   | Madrid (Villaverde Bajo-Cruce) – Centro Penitenciario Madrid III            |
| 416   | Valdemoro (Hospital) - San Martín de la Vega - Titulcia - Colmenar de Oreja |
| 422   | Madrid (Legazpi) – Valdemoro                                                |
| 423   | Madrid (Estación Sur) – Aranjuez                                            |
| 424   | Madrid (Legazpi) – Valdemoro (El Restón)                                    |
| 425   | Valdemoro (Hospital) – Ciempozuelos                                         |
| 426   | Madrid (Legazpi) – Ciempozuelos                                             |
| 428   | Getafe - Valdemoro                                                          |
| 466   | Parla – Valdemoro                                                           |
| N401  | Madrid (Atocha) – Pinto - Valdemoro                                         |
| N402  | Madrid (Atocha) – Ciempozuelos - Aranjuez                                   |

Con 7 líneas y 572 expediciones al día en 2006, Valdemoro es el segundo municipio de la Comunidad de Madrid con más oferta de autobuses urbanos, sólo superado en número de servicios diarios por Alcalá de Henares.

#### Metro Ligero
En 2007 se iniciaron los estudios para la construcción de una línea de Metro Ligero entre la estación de Cercanías y los barrios de El Restón y la UDE Norte-Oeste, donde se encuentra el Hospital Infanta Elena. El proyecto preveía una línea circular de 10 kilómetros con 18 estaciones, y aunque estaba prevista su puesta en funcionamiento en 2011, no llegó a concretarse. El proyecto formaba parte del Plan de Ampliación de la Red de Metro de Madrid 2007-2011, pero las obras no llegaron a iniciarse tras los estudios previos y el proyecto quedó suspendido sin fecha concreta de reanudación.

## Cultura
El centro cultural Juan Prado es el principal núcleo cultural del municipio. Sus instalaciones albergan la sede de la Concejalía de Cultura, una sala de exposiciones, una biblioteca y el teatro municipal Juan Prado, que cuenta con un aforo de 458 butacas.
Además de la biblioteca del centro cultural y de la biblioteca de barrio de Viva Verde, Valdemoro cuenta desde 2007 con la biblioteca municipal Ana María Matute, dedicada a la novelista española, con un fondo bibliográfico de más de 70 000 volúmenes y 300 puntos de lectura.
Pese a no ser demasiado significativo, cabe destacar la incidencia del turismo en la localidad, con 546 plazas hoteleras repartidas en 4 hoteles y 6 hostales. La proximidad de Valdemoro al parque temático Warner y a la capital es un factor clave en el desarrollo del sector hotelero local.

### Patrimonio histórico
Pese a que la localidad no es muy conocida por su patrimonio histórico y cultural, alberga numerosos edificios de interés. De hecho, su casco histórico está incluido en el Registro General de Bien de Interés Cultural del Ministerio de Cultura, siendo uno de los diecisiete pueblos de la Comunidad de Madrid catalogados como conjunto histórico artístico. También forman parte de dicho registro la iglesia parroquial y la ermita del Cristo en la categoría de Monumento Histórico Artístico, y el paraje de El Espartal en la categoría de "Zona Arqueológica".
La Comunidad de Madrid incluye al municipio en varias rutas culturales, destacando las rutas por las Plazas Mayores de la Comunidad y las del Barroco.
Iglesia parroquial de Nuestra Señora de la Asunción

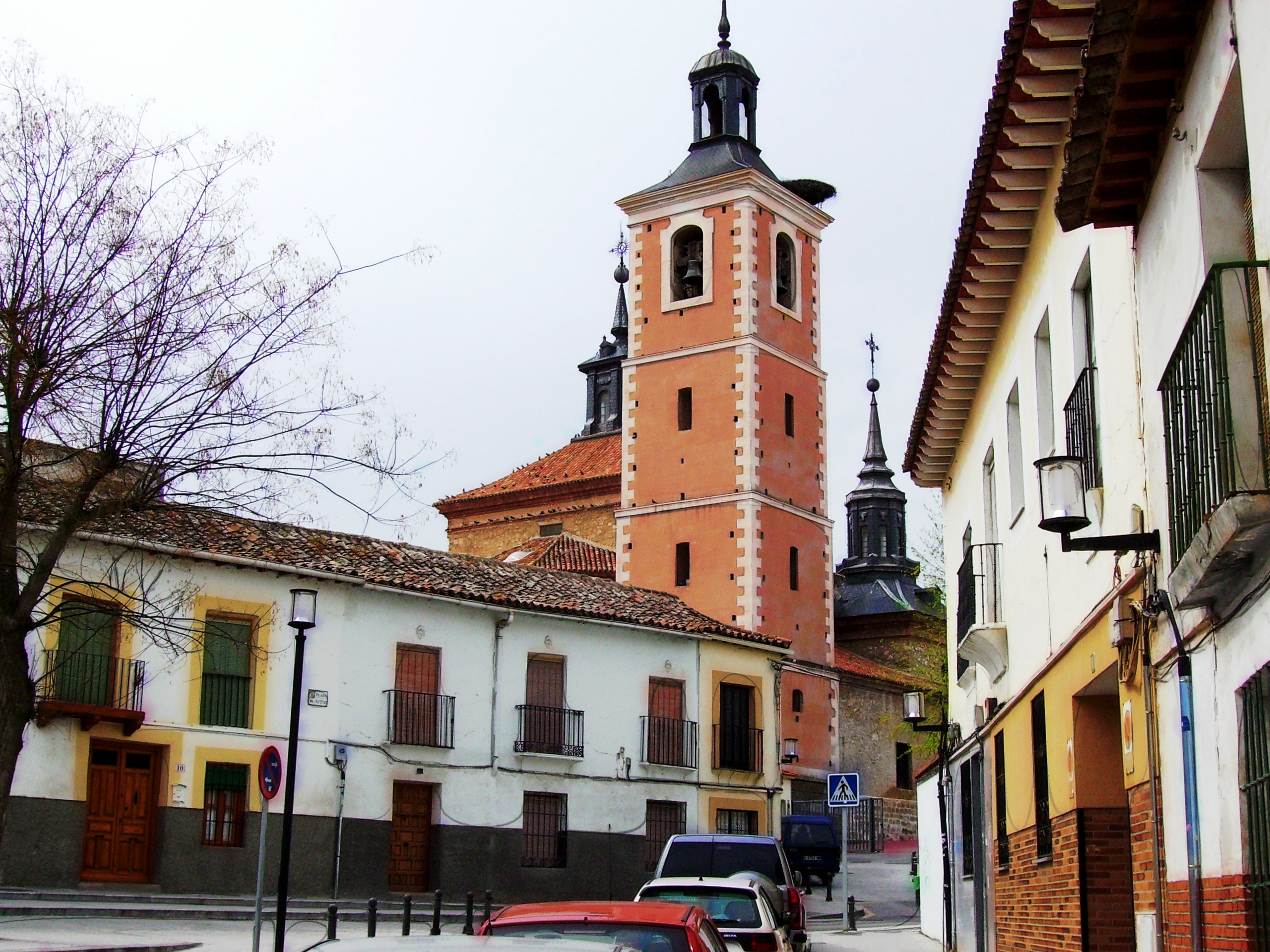
Torre de la iglesia parroquial

De estilo barroco, es el edificio más importante del conjunto monumental del municipio. Consta de una nave central de 60 por 28 metros con cuatro capillas laterales a cada lado. Los materiales empleados en el exterior son el ladrillo y la mampostería de piedra. Gracias a la intervención de Pedro López de Lerena, alberga pinturas de Goya, y de Bayeu; también se encuentran pinturas de Claudio Coello.
Ermita del Santo Cristo de la Salud
Ermita de estilo barroco que debido a las múltiples reconstrucciones sufridas, combina multitud de estilos. Consta de una nave central cubierta con bóveda de cañón y seis capillas laterales.
Convento de Santa Clara

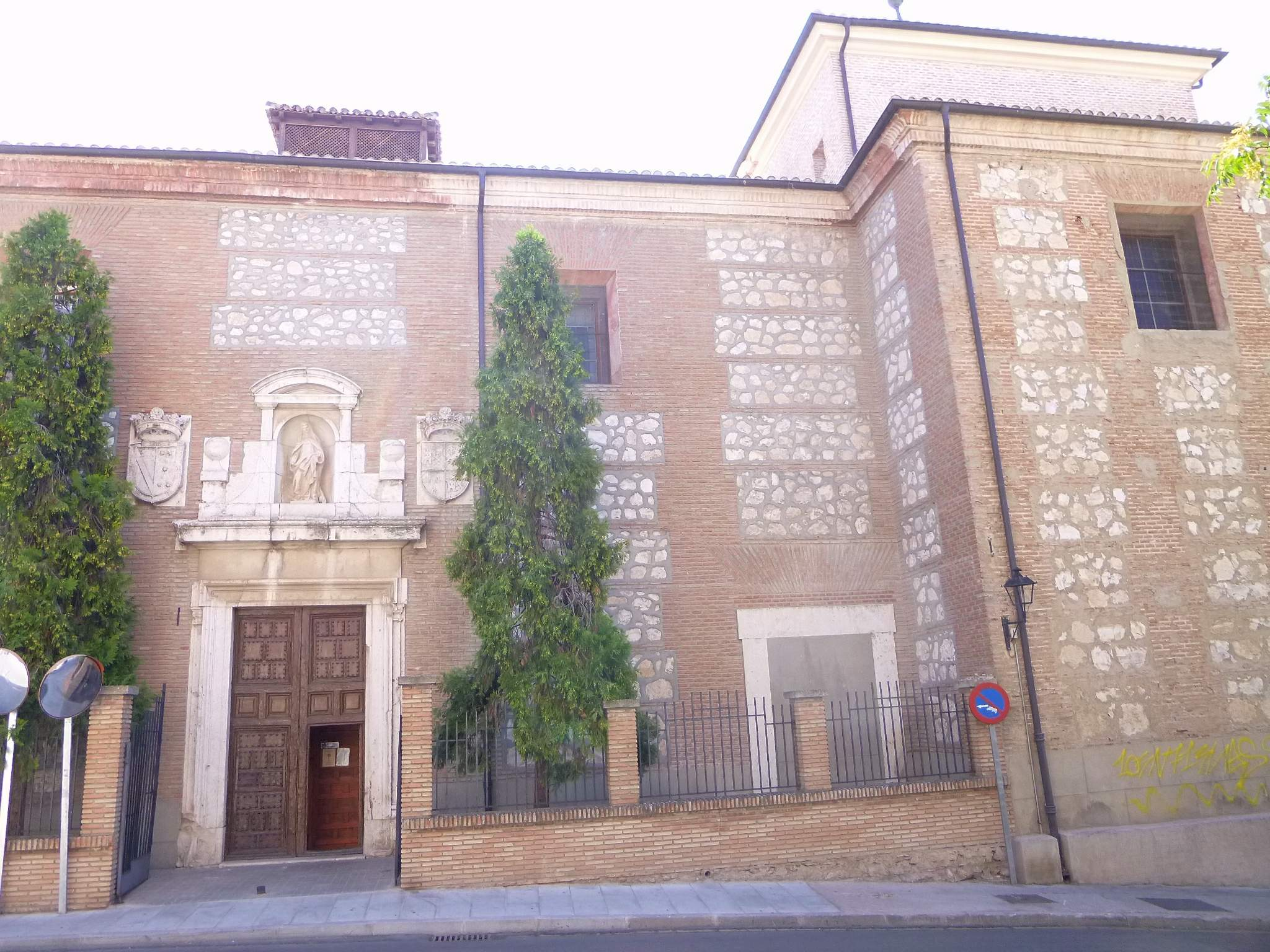
Convento de Santa Clara o de la Encarnación

El Convento de Santa Clara se construyó bajo el mecenazgo del Duque de Lerma a principios del siglo XVII. El convento se distribuye en torno a un claustro central cuadrado, como la mayoría de construcciones monásticas de la época.

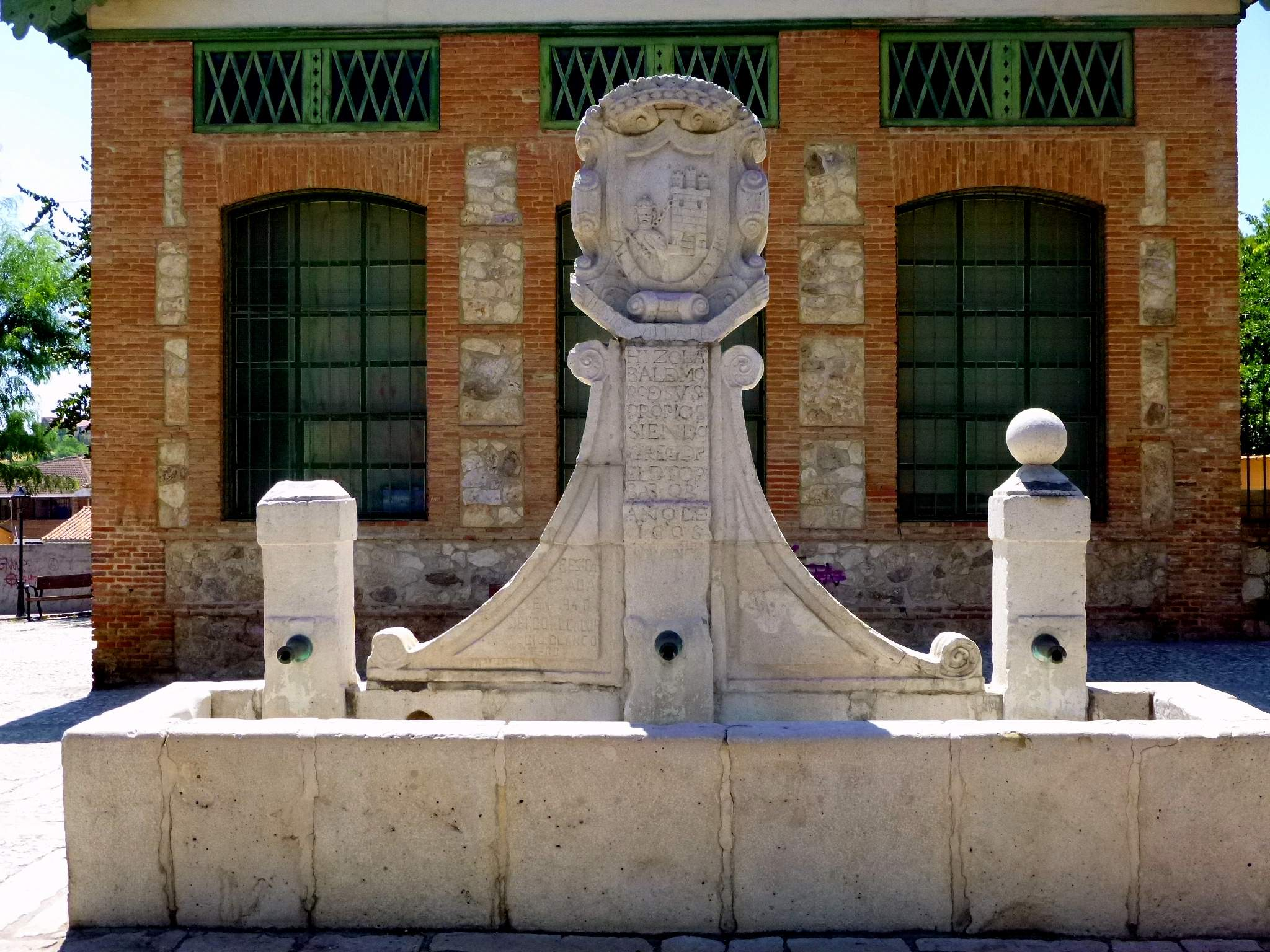
Fuente de la Villa
Fuente construida en 1605 a raíz de la concesión del privilegio de feria concedido por Felipe III a la villa. Está construida en piedra de Colmenar, consta de tres caños y está coronado por el primer escudo conocido de la villa.
El Juncarejo

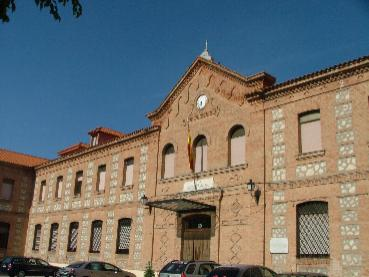
Fachada principal de El Juncarejo

Construido por Bruno Fernández de los Ronderos en 1885, en la actualidad alberga el colegio Marqués de Vallejo, cuyo alumnado está compuesto básicamente por niñas y niños de familias vinculadas a la Guardia Civil. El edificio principal es de dos plantas, y está construido en aparejo toledano.

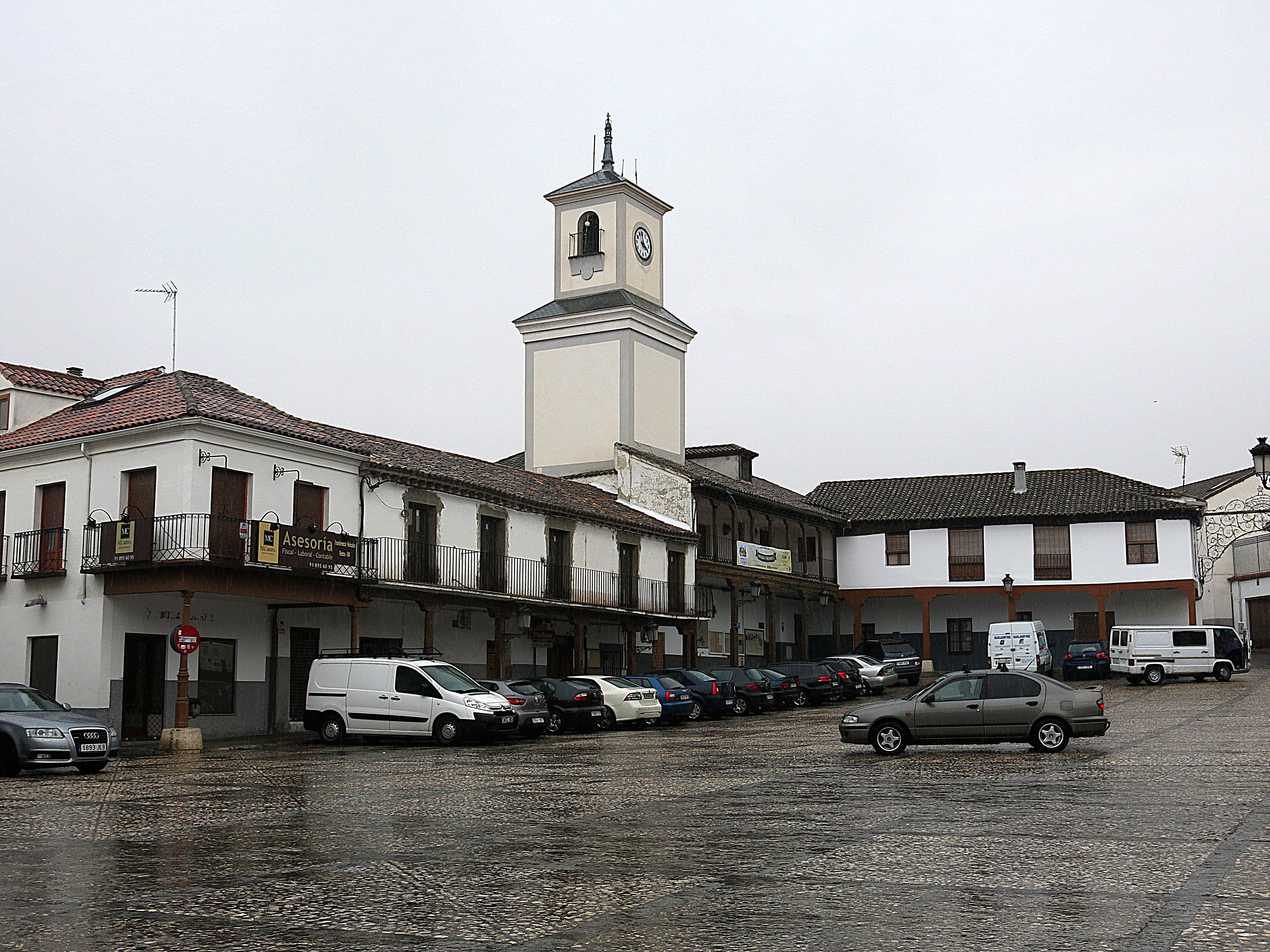
Plaza de la Constitución
Plaza de forma rectangular que obedece a la tradición castellana, con soportales y balconadas de dos cuerpos. Entre sus construcciones destacan la torre del Reloj, construida en la segunda mitad del siglo XVII, la casa consistorial, reconstruida en 1994, y el Ayuntamiento Nuevo, obra de Sánchez Hinojal, e inaugurado en 1990.
Torre del Reloj
La torre, situada en la plaza de la Constitución es uno de los símbolos más reconocibles del municipio. Data del año 1672 y fue construida por el arquitecto Cristóbal Rodríguez de Jarama. El edificio donde se sitúa fue construido en el siglo XVI, aunque en 1609 su fachada fue reformada por Francisco de Mora.
Casa consistorial
El edificio original data del siglo XVI, si bien a lo largo de su historia ha sufrido numerosas reformas y rehabilitaciones. La primera data de 1609, cuando el arquitecto Francisco de Mora reformó los soportales. En 1994 fue rehabilitado y desde entonces alberga la Concejalía de Educación y Salud.
Casa de la Inquisición
Casa de labor del siglo XVII situada en la céntrica plaza de Autos. El origen de su nombre es incierto, si bien se descarta su relación con la Inquisición española, puesto que en Valdemoro no existían tribunales de este tipo.
El astronauta

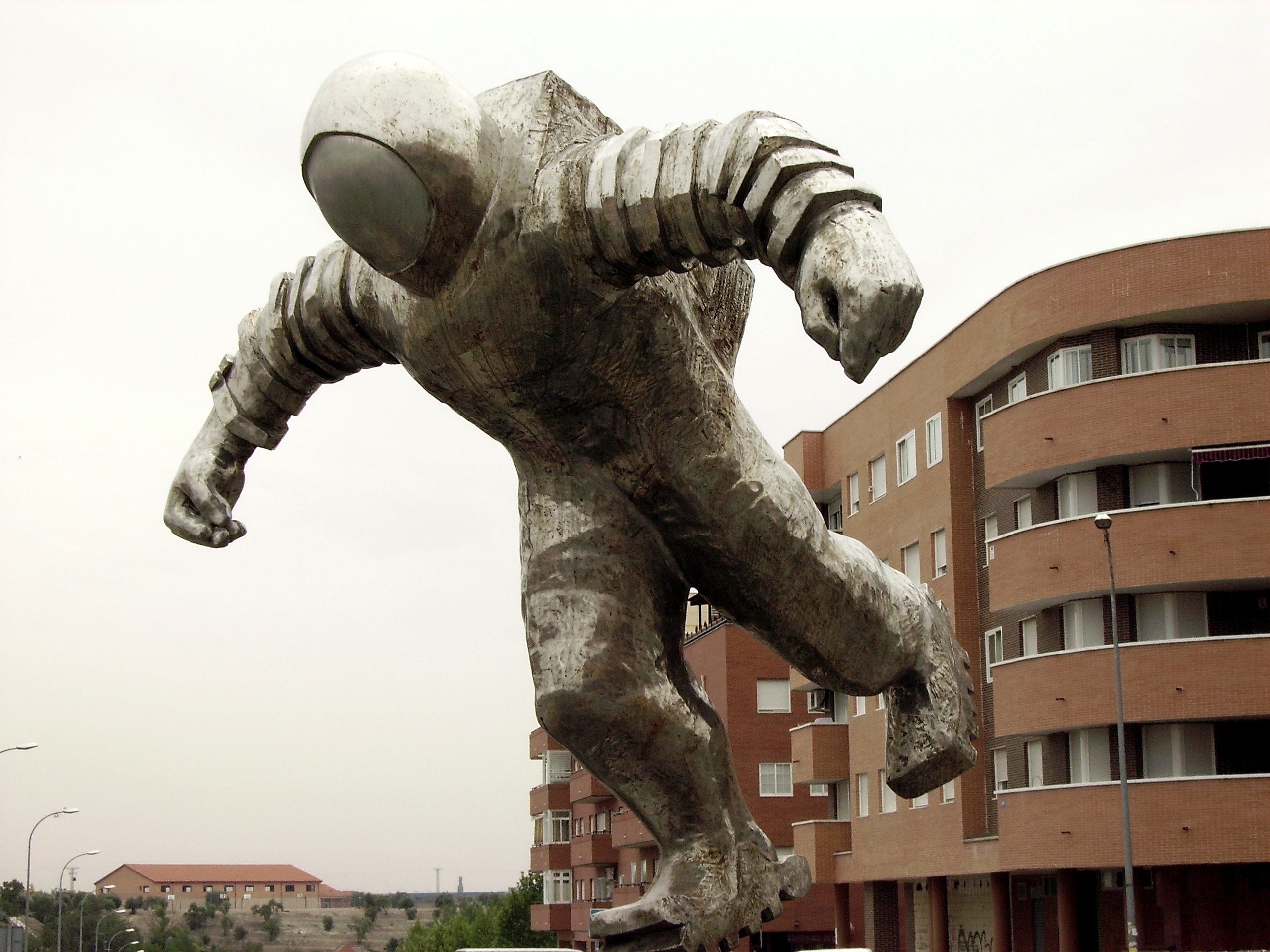
Francisco Leiro: El astronauta (2001)

Escultura creada por el escultor gallego Francisco Leiro Lois en el año 2001. Mide cuatro metros de altura y está situada en el barrio de El Restón.
Colegio de Guardias Jóvenes
Centro de formación de la Guardia Civil, situado al norte de Valdemoro, reservado únicamente para hijos del personal de cuerpo. Forma parte del patrimonio nacional, pero también es patrimonio municipal de Valdemoro.

### Fiestas
- San Marcos (25 de abril): fiesta popular que se celebra anualmente en el parque Bolitas del Airón. Tiene su origen en las celebraciones agrícolas que ofrecían rogativas para garantizar la prosperidad de los campos. En la actualidad se celebran numerosas actividades deportivas, culturales y de ocio.[35]
- Santísimo Cristo de la Salud (a primeros de mayo): son las primeras fiestas patronales del municipio. Su origen está fechado en torno al año 1650, cuando los valdemoreños solicitaron permiso para celebrar una fiesta anual en honor de su patrón. Actuaciones musicales, eventos culturales y espectáculos taurinos tienen lugar en el municipio en estas fechas.[36]
- Nuestra Señora del Rosario (8 de septiembre): las segundas fiestas patronales, y su origen se remonta a cinco siglos. Al igual que en las fiestas del Cristo de la Salud, las actividades taurinas, culturales y de ocio cobran gran importancia en estos días.[37]
- Virgen del Pilar (12 de octubre): de reciente creación, y en honor a la Virgen del Pilar, patrona de la Guardia Civil, cuya parroquia se encuentra en el barrio de El Restón, se realizan actividades a lo largo de la jornada.
- Feria Barroca (a primeros de octubre): recuperada en 2004, la Feria Barroca es un mercado artesano ambientado en el siglo XVII, uno de los periodos de máximo esplendor del municipio.[38]

### Parques y jardines
Algunos de los parques con los que cuenta Valdemoro son:
- Parque Bolitas del Airón: con 440 000 m² de extensión, es el pulmón verde del municipio y su parque más emblemático. Alberga la mayor concentración de árboles del paraíso (Elaeagnus angustifolia) de la Comunidad de Madrid, y está atravesado por dos arroyos, el de la ermita de Santiago y el de la Cañada.
- Parque Tierno Galván: dedicado al alcalde de Madrid entre 1979 y 1986, es el segundo parque en extensión de Valdemoro, con 120 000 m². Cuenta con un estanque y varios circuitos de agua que lo recorren, además de estar dotado de zonas infantiles y un circuito de ejercicios para mayores.
- Parque Adolfo Suárez: el parque más reciente del municipio, tiene una extensión de 50 000 m² y recorre longitudinalmente el barrio de la UDE Oeste-Norte.
- Parque de España: situado en el barrio de El Restón, cuenta con 45 000 m² de superficie, dos lagos, áreas infantiles, y un carril bici que recorre su perímetro.
- Parque de la Alberiza: construido en dos alturas sobre un pequeño cerro y con una superficie de 11 000 m², sus elementos más destacados son su fuente central y la pérgola de rosales que la rodea.
- Parque del Duque de Ahumada: ubicado en pleno casco histórico, en los terrenos del antiguo Colegio de Guardias Jóvenes, cuenta una pradera de césped con rosales y flores con dos fuentes, además de una pérgola con glicinas.
- Jardín del Duque: situado junto al parque del Duque de Ahumada, cuenta con una fuente ornamental y una escultura que representa a un Guardia Civil en un recinto cerrado.
- Parque Andalucía: con una extensión de 6709 m², y situado junto a la entrada norte del municipio, cuenta con área infantil y una fuente ornamental de gran tamaño, que permite a los vecinos refrescarse en los meses de más calor.
- Parque Ana Tutor.

### Deporte

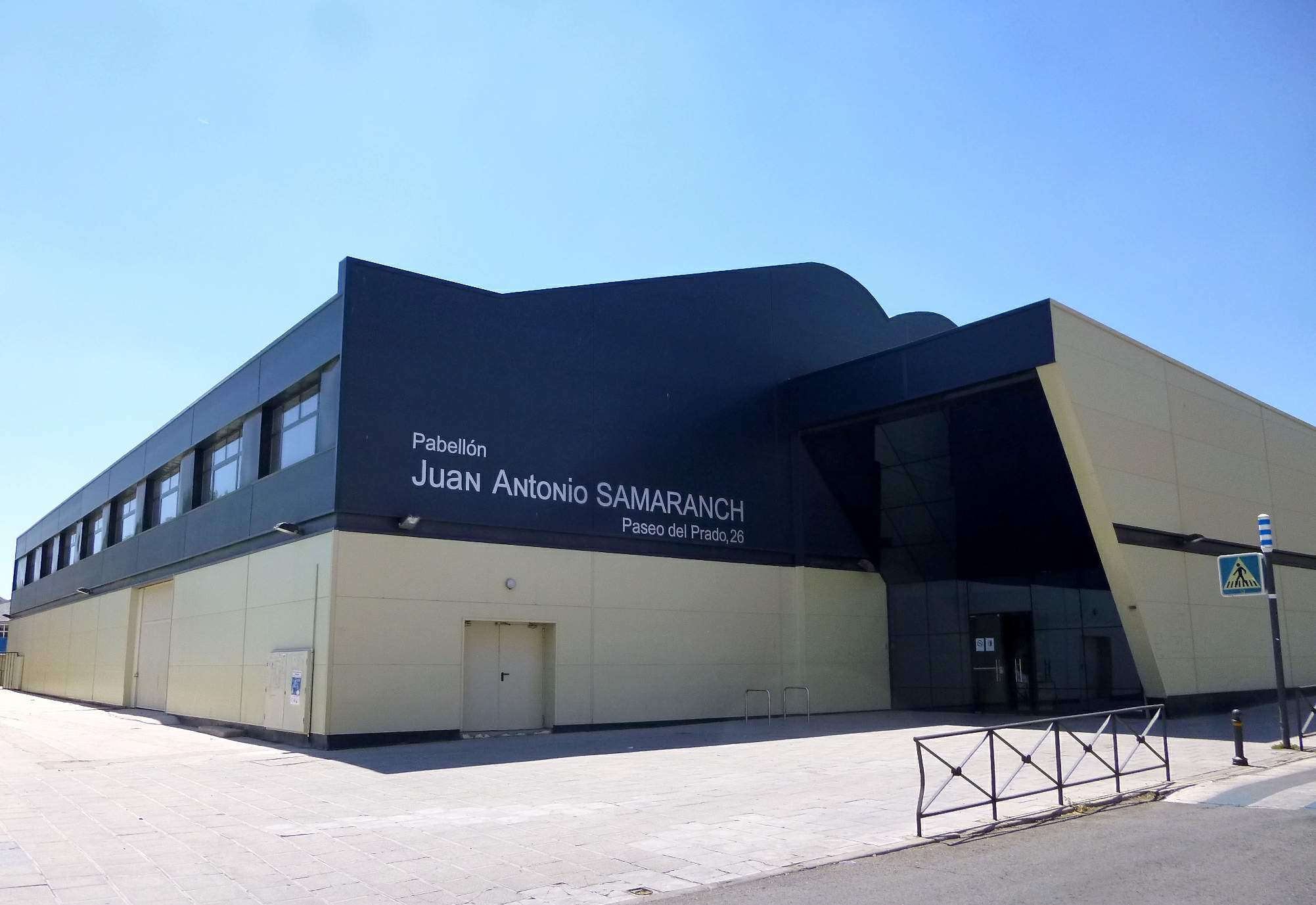
Pabellón Juan Antonio Samaranch

Las instalaciones deportivas más importantes del municipio son:
- Complejo deportivo Río Manzanares: alberga un pabellón polideportivo, una piscina climatizada de 25x12,5 metros (actualmente cerrada, por una avería), un gimnasio y una sauna.
- Pista de hielo Francisco Fernández Ochoa: lleva el nombre del esquiador español fallecido en 2006, y cuenta con una superficie olímpica para la práctica del patinaje de 1800 metros cuadrados.
- Polideportivo municipal: alberga las piscinas de verano, diez pistas de tenis, dos pistas de pádel, una pista de frontón, una pista de minibasket y una pista de usos múltiples. Además, el complejo se completa con varios campos de fútbol 11 y fútbol 7, y un estadio de césped natural, sede del club deportivo Atlético Valdemoro, que actualmente milita en categoría preferente.
- Polideportivo Abogados de Atocha: consta de dos pistas de tenis, dos de pádel, dos de chito, una pista multiusos y un campo de fútbol de césped artificial.
- Pabellón cubierto Jesús España: situado junto al polideportivo Abogados de Atocha y con capacidad para 500 espectadores, es la sede del club de baloncesto Fundación Valdemoro Siglo XXI, que actualmente milita en la Liga LEB Bronce.
- Complejo deportivo Paseo del Prado: consta de una cancha central multiusos, una sala preparada para la práctica de judo, esgrima, gimnasia rítmica y musculación, varias pistas exteriores para la práctica de fútbol sala, baloncesto y balonmano, gimnasio, sauna y una sala para la práctica del tenis de mesa y el bádminton.
- Piscina Cubierta Valdesanchuela: es la segunda piscina climatizada del municipio, y cuenta con tres vasos, uno de 25x18,5 metros dedicado al baño, otro para el aprendizaje y un tercero que se empleará con fines terapéuticos.

### En la cultura popular
- El origen del popular refrán Entre Pinto y Valdemoro es un tanto incierto, si bien hay varias teorías al respecto. Algunas apuntan a que ambos pueblos estaban separados por un arroyo; otras hacen referencia a la dinastía de los Austrias, pues Valdemoro era un lugar de descanso en el camino hacia Aranjuez; otras a una posible frontera cristiano-musulmana durante la Reconquista; está también la que apunta a la calidad de los vinos de ambos municipios, pues se decía que el de Pinto era inferior al de Valdemoro, y cuando alguien tomaba un vino de calidad intermedia, se decía que estaba entre Pinto y Valdemoro. La más probable puede ser la que relacionada con el rey Fernando III, que con motivo de las constantes disputas entre el obispado de Palencia y las ciudades de Segovia y Ávila con Madrid, por incluir en sus respectivas demarcaciones las tierras de Pinto y Valdemoro, decide asignar Pinto a Madrid y Valdemoro a Segovia. Por entonces, y en su presencia, se colocaron 42 nuevos hitos, algunos aún visibles. Es probable que Fernando III pasara varios días en la Casa de Postas que existía en la línea divisoria, y que al preguntar por el rey en la Corte, alguien respondiera con la conocida frase.

- Precisamente, los vinos de Valdemoro aparecen en los Episodios nacionales de Benito Pérez Galdós y en la popular novela Las aventuras del capitán Alatriste, de Arturo Pérez-Reverte. Esta última está ambientada en el siglo XVII, periodo en el que los vinos del municipio gozaban de gran fama en Madrid.

- Entre las numerosas películas rodadas en Valdemoro destacan El arte de morir con Fele Martínez y Elsa Pataki, La Lola se va a los puertos con Rocío Jurado y Francisco Rabal, Marianela con Rocío Dúrcal y Orgullo y pasión con Sophia Loren, Frank Sinatra y Cary Grant.

- Existe una zarzuela de José Clavijo y Fajardo titulada La feria de Valdemoro.[40] Es una adaptación de la obra Il mercato di Malmantile, del dramaturgo italiano Carlo Goldoni y se escribió en honor a la boda de la infanta María Luisa de España y el arquiduque Leopoldo de Austria.[41]

## Ciudades hermanadas
- Zug en el Sáhara Occidental (2007)[42]
- Gödöllő en Hungría (2008)[43]